# Oswald Zappelli
Oswald Zappelli (* 27. října 1913 – 3. dubna 1968 Lausanne, Švýcarsko) byl švýcarský sportovní šermíř, který se specializoval na šerm kordem. Švýcarsko reprezentoval ve čtyřicátých a padesátých letech. Na olympijských hrách startoval v roce 1948 a 1952 v soutěži jednotlivců a družstev a v roce 1952 se představil na olympijských hrách ve švýcarském družstvu šavlistů. V soutěži jednotlivců vybojoval na olympijských hrách v roce 1948 stříbrnou a v roce 1952 bronzovou olympijskou medaili. Se švýcarským družstvem kordistů vybojoval na olympijských hrách 1952 bronzovou olympijskou medaili.